# Kroatische Grieks-Katholieke Kerk
De Kroatische Grieks-Katholieke Kerk (Kroatisch: Grkokatolička Crkva u Hrvatskoj) behoort tot de oosters-katholieke kerken; ze volgt de Byzantijnse ritus en gebruikt als liturgische talen het Kroatisch en het Kerkslavisch. Deze kerk gebruikt de gregoriaanse kalender. Ze wordt ook Slavisch-Katholieke Kerk genoemd.

## Geschiedenis
Begin 17de eeuw benoemde paus Paulus V een bisschop voor een groep oosters-orthodoxe christenen die zich gevestigd hadden langs de Midden-Donau en de rivieren de Sava en de Drau. Hun voorouders waren aan het einde van de 15de eeuw de Ottomaanse overheersing ontvlucht.
De aangestelde bisschop werd vicaris van de rooms-katholieke aartsbisschop van Zagreb. De geünieerden wensten zich echter te onderscheiden van de rooms-katholieken waardoor problemen ontstonden met de jurisdictie en de pastorale zorg.
In 1777 werd – op aandringen van keizerin Maria-Theresia – door paus Pius VI het geünieerde bisdom Križevci opgericht.
In 1918, bij de oprichting van Joegoslavië, omvatte het bisdom Križevci alle oosters-katholieken van de deelrepubliek Kroatië.

## Huidige situatie
De Kroatische Grieks-Katholieke Kerk telde anno 2007 ongeveer 55.000 gelovigen, woonachtig in Kroatië en andere delen van het voormalige Joegoslavië. Aan het hoofd staat de bisschop van Križevci, sinds 2020 Milan Stipić.
De kerk bestond in eerste instantie uit het bisdom Križevci. Voor gelovigen in Macedonië werd in 2001 een exarchaat opgericht, dat op 31 mei 2018 werd omgezet in een bisdom van de Macedonische Grieks-Katholieke Kerk. Voor gelovigen woonachtig in Servië en Kosovo werd in 2003 een exarchaat opgericht, dat op 6 december 2018 werd omgezet in het bisdom St. Nicolaas van Ruski Krstur. Er is ook een parochie in Chicago.